# 大熊町立学び舎ゆめの森
大熊町立学び舎ゆめの森（おおくまちょうりつ まなびや ゆめのもり）は、福島県双葉郡大熊町が設置する義務教育学校。

## 経緯
大熊町は2011年3月に発生した東日本大震災に伴う福島第一原子力発電所事故を受け、大熊町内にあった大熊町立熊町小学校・大熊町立大野小学校・大熊町立大熊中学校の3校を会津若松市の既存施設を間借りする形で同年4月に移転・開校していた。一時は大熊町内全域が警戒区域となり、避難生活が長期化する中で住民の移住・移転が相次ぎ、児童数も大きく減少したが、大熊町内への移住者が増加したことから、児童数は増加傾向にある。
移転先
- 小学校 - 旧会津若松市立河東第三小学校
- 中学校 - 福島県立会津学鳳中学校・高等学校旧校舎 → 会津大学短期大学部プレハブ校舎 → 旧会津若松市立河東第三小学校[2]

2019年4月に一部地域の避難指示が解除され、同年5月には大熊町新庁舎での業務が再開されるなど、復興の本格化が進められている中で、住民の帰還・移住のためにも教育が重要であると位置づけられ、幼保小中一体化施設を整備することとなった。
2020年6月に大熊町教育施設基本構想・計画が策定、10月に公募型プロポーザルによる設計者が決定、2021年3月に校名が決定、2022年1月より工事に着工した。
2022年3月に熊町小学校・大野小学校・大熊中学校を閉校。同年4月に大熊町立義務教育学校設置条例が施行され、会津若松市の旧会津若松市立河東第三小学校にて「大熊町立学び舎ゆめの森」が開校した（児童・生徒数8人）。
2023年6月に建設資材の納入の遅れにより新校舎の完成が2023年の夏にずれ込むことが判明、同年10月に町内の複数施設を間借りする形で令和5年度より大熊町に移転することが決定した。
2023年4月、大熊町に移転・開校。同年8月、新校舎に移転した。

## 新校舎
鉄骨2階建ての建物で、三角形を組み合わせた特徴的な形状となっている。吹き抜けの「図書ひろば」を中心に1階に8エリア、2階に3エリアの計11エリアが設けられ、幅広い年齢の住民が集える場所を目指している。